# Pachycarpus goetzei
Pachycarpus goetzei är en oleanderväxtart som först beskrevs av Karl Moritz Schumann, och fick sitt nu gällande namn av Arthur Allman Bullock. Pachycarpus goetzei ingår i släktet Pachycarpus och familjen oleanderväxter. Inga underarter finns listade i Catalogue of Life.